# L.A. Blaster
L.A. Blaster est un jeu vidéo de combat motorisé développé par Cryo Interactive et édité par cdv Software Entertainment, sorti en 1996 sur DOS.

## Accueil
- PC Player : 2/5[1]